# Andrei Wenediktowitsch Fjodorow
Andrei Wenediktowitsch Fjodorow (russisch Андрей Венедиктович Фёдоров; wiss. Transliteration Andrej Venediktovič Fëdorov; * 19. April 1906 in Sankt Petersburg; † 24. November 1997 in Sankt Petersburg) war ein russischer Übersetzer, Philologe, Literaturhistoriker und gilt als Begründer der Übersetzungstheorie in Russland.

## Leben und Wirken
Andrei Wenediktowitsch Fjodorow schloss sein Studium 1929 am Institut für Kunstgeschichte in Leningrad ab und promovierte zum Doktor der philologischen Wissenschaften. Er war Professor an der Staatlichen Universität Leningrad (heute Sankt Petersburg) und leitete dort von 1963 bis 1979 den Lehrstuhl für deutsche Philologie.
1927 erschien sein erster Publikation zur Problematik der Lyrikübersetzung. Nach der Veröffentlichung des Artikels, wurden Theorie und Praxis der Übersetzung zum Hauptthema seiner wissenschaftlichen und pädagogischen Arbeit. Er machte es sich zur Aufgabe, die verschiedenen Arten von Übersetzungen zu definieren, und hob die Probleme des Übersetzens auf das Niveau einer sprachwissenschaftlichen Disziplin. A. Fjodorow forschte außerdem auf dem Gebiet der allgemeinen und kontrastiven Stilistik und dem Gebiet der Geschichte der russischen Poesie.
Insgesamt veröffentlichte Fjodorow zehn Bücher und zirka hundert wissenschaftliche Artikel über die Theorie und Praxis der Übersetzung.
Andrei Wenediktowitsch Fjodorow übersetzte unter anderem Werke von Denis Diderot, Gustave Flaubert, Johann Wolfgang von Goethe, Heinrich Heine, Thomas Mann und Molière.

## Publikationen (Auswahl)
- Введение в теорию перевода. (wiss. Transliteration Vvedenie v teoriju perevoda), Москва: Издательство литературы на иностранных языках, 1953
- Язык и стиль художественного произведения. (wiss. Transliteration Jazyk i stil' chudožestvennogo proizvedenija), Государственное издательство художественной литературы, 1963
- Очерки общей и сопоставительной стилистики. (wiss. Transliteration Očerki obščej i sopostavitel'noj stilistiki), Высшая школа, 1971
- Основы общей теории перевода. (wiss. Transliteration Osnovy obščej teorii perevoda), Высшая школа, 1983